# (5965) 1990 SV15
(5965) 1990 SV15 es un asteroide perteneciente al cinturón de asteroides, región del sistema solar que se encuentra entre las órbitas de Marte y Júpiter, descubierto el 16 de septiembre de 1990 por Henry E. Holt desde el Observatorio del Monte Palomar, Estados Unidos.

## Designación y nombre
Designado provisionalmente como 1990 SV15. 

## Características orbitales
1990 SV15 está situado a una distancia media del Sol de 2,736 ua, pudiendo alejarse hasta 2,877 ua y acercarse hasta 2,594 ua. Su excentricidad es 0,051 y la inclinación orbital 3,349 grados. Emplea 1653,21 días en completar una órbita alrededor del Sol.

## Características físicas
La magnitud absoluta de 1990 SV15 es 13. Tiene 8,083 km de diámetro y su albedo se estima en 0,205. Está asignado al tipo espectral Sa según la clasificación SMASSII.